# Liga Vallecaucana de Rugby
La Liga Vallecaucana de Rugby (LVR) es el ente encargado del desarrollo y promoción del rugby en el Departamento del Valle del Cauca, se encuentra afiliada a InderValle y a su vez a la Federación Colombiana de Rugby. También se encarga de la realización y organización de torneos dentro del departamento y de regiones cercanas.

## Historia
La Liga Vallecaucana de Rugby, se conformó en 2008, gracias a la unión de equipos existentes de la ciudad de Santiago de Cali y un grupo de jugadores de rugby, liderados por Carolina Macias y su esposo Jorge Mario Fajardo.

## Torneos organizados por la Liga
Torneo "Farallones": 15´s y 7´s, y en las categorías masculino y femenino.

Torneo "ASCUN": Torneo dedicado a la promoción y desarrollo del rugby a nivel universitario, con el apoyo de la ASCUN.

Torneo "Gatorade": Torneo de la categoría "Seven", que por motivos promocionales se le llamó torneo "Gatorade", torneo que se realizó desde 2010 a 2014, se realizaba con diferentes paradas en las regiones del país, los dos mejores de cada parada llegaban a una final en una ciudad fija.
 
Torneo "Nacional de Clubes" Torneo recientemente creado, el cual tiene un formato parecido al Torneo "Gatorade"

## Equipos

### Clubes afiliados
Masculinos:
- Centuriones Rugby Club
- Juglares Rugby Club
- Lobos Rugby Club
- Nativos Rugby Club
- Phalanx Rugby Club
- Sultanes Rugby Club

Femeninos:
- Buziracas Rugby Club
- Centurionas Rugby Club
- Lobas Rugby Club
- Phalanx Fem Rugby Club
- Tikunas Rugby Club

### Clubes no afiliados
Equipos de la región que no están inscritos en la Liga Vallecaucana de Rugby, o están en proceso de inscripción
- Búfalos Rugby Club (Palmira)
- Capibaras y Chigüiros Rugby Club
- Chacales Rugby Club
- Hades Rugby (Jamundí)
- Pardos Rugby Club (Buga)
- Raptors Rugby Club (Buenaventura)
- Relámpagos Rugby Club (Buenaventura)

## Rugby Universitario
El rugby universitario, se ha desarrollado gracias a los talleres y demostraciones que se han realizado en diferentes universidades y también a los diferentes eventos, copa, torneos, que realizan las diferentes universidades de la región, torneos en los cuales, las universidades solicitan el apoyo de la "LVR"

### Torneos Rugby Universitario
- Copa LOYOLA
- Juegos Universitarios "ASCUN"

#### Universidades con equipo de rugby
- Univalle
- Universidad Javeriana
- Universidad ICESI
- Universidad Autónoma de Occidente
- Universidad San Buenaventura
- Universidad Santiago de Cali
- Universidad Libre (Colombia) Seccional Cali
- Escuela Nacional del Deporte